# Serguéi Goncharenko
Serguéi Filípovich Goncharenko, en su lengua original Сергей Филиппович Гончаренко (Estambul, 25 de noviembre de 1945 - Moscú, 9 de mayo de 2006), hispanista, traductor y poeta ruso.

## Biografía
Tras su doctorado, fue catedrático y vicerrector de Investigación de la Universidad Estatal Lingüística de Moscú. Fundó la Asociación de Hispanistas de Rusia y fue numerario de la Academia de Ciencias Naturales de Rusia, también fue correspondiente de la española. Presidió el Comité de Traducción Literaria de la Unión de Escritores de la URSS desde 1976 y el Comité de Traducción Poética de la Federación Internacional de Traducción (1983-2003). Impulsó el Círculo Hernandiano Ruso, creado en junio de 2005 con motivo de las I Jornadas Hernandianas en Rusia para difunduir la obra de Miguel Hernández. Cuando falleció a los sesenta años era vicerrector de la Universidad Lingüística de Moscú.
Tradujo más de 150 autores de habla hispana de todas las épocas y publicó setenta y cinco monografías y antologías de los mismos; entre estas últimas destacan dos bilingües de poesía española de más de un millar de páginas cada una: Poesías españolas en versiones rusas desde 1791 hasta 1976 y Poesías españolas en versiones rusas desde 1789 hasta 1980. También publicó la primera antología de poesía catalana (desde Joan Maragall hasta Pere Gimferrer) en ruso.
Compuso más de cien títulos de publicaciones sobre lingüística general, lingüística románica, literatura española y latinoamericana, teoría de la traducción y teoría del texto poético. Fue una eminencia en teoría de la traducción poética y desarrolló una vasta labor pedagógica. También publicó trece títulos de poesía original, entre ellos Año de cuatro veranos, Hijos de la lluvia, Romancero, Relojes de arena y El discurso de la palabra río.

## Obras
- Evolución del sistema metafórico español en los siglos XII-XVII (1972)
- La poesía latino-americana en lengua rusa (1972)
- Aspectos pragmático, semántico y estilístico de la traducción poética: un enfoque diacrónico (1978)
- Formación de la escuela rusa de la traducción poética (1978)
- El octosílabo español reflejado en el espejo del verso ruso (1980)
- La función pragmática de la rima (1982)
- La Métrica de Bello y la teoría moderna de la versificación española (1983)
- Estilística del verso español (1983)
- La rima española (1987)
- El aspecto informativo de la comunicación interlingual poética (1987)
- Funciones comunicativas del metro y el ritmo en la poesía hispánica (1987)
- El contenido informativo de las estructuras fónicas en la poesía española (1987)
- Análisis estilístico del texto versal español (1988)
- La palabra en el texto poético: aspectos informativo y comunicativo (1988)
- ¿Es silábica la silábica española? (1988)
- Estructuras versales del texto lírico y su traducción (1988)
- Razones para estudiar el discurso poético extranjero (1991)
- Autología, metalogía y pseudoautología: tres géneros de la poesía y tres métodos de traducción poética (1994)
- Teoría del discurso poético español (1995)
- Teoría de la rima española (1996)
- Cómo se concibe un curso de Teoría y Práctica de la Traducción Poética en las Universidades Rusas (1996)
- ¿Es traducible la poesía? (1998)
- El potencial heurístico y la adecuación trópica en la traducción poética (1998)
- La traducción poética y la traducción de poesía: constantes y variabilidad (1999)
- El factor "género" en la traducción poética (2000)
- Alfonso X el Sabio y la Escuela de Traducción de Toledo (2003).
- "Fundamentos teóricos del texto poético español" (1988)
- "La rima española" (1987)
- "La poesía española en sus traducciones rusas de los años 1789-1980" (1976, 1984)
- "Estilística del texto poético español" (1983).